# 충주 지당리 석조여래입상
충주 지당리 석조여래입상(忠州 智堂里 石造如來立像)은 충청북도 충주시 앙성면 지당리에 있는 조선시대의 석상이다. 원불사 경내에 봉안되어 있으며, 2006년 3월 3일 충청북도의 문화재자료 제52호로 지정되었다.

## 역사 및 평가
원래의 위치는 확실치 않다. 마을에 불당, 미륵당, 산제당이 있어 삼당마을이라 부르는 것으로 보아 근처의 절터에서 옮겨온 것으로 보인다.
조각 수법은 전체적으로 서툴러 보이고 정교하지 않다. 불상의 분위기도 자비롭고 엄숙하기보다는 친근하면서 토속적이다. 마을에서는 예로부터 이 불상에 기도를 하면 아들을 낳는다는 얘기가 전해진다. 조선시대에는 보기 드문 대형불상으로서 역사적 의미를 가지고 있다.

## 생김새
높이가 220cm에 이르는 대형석불로 재질은 화강암이다. 원래는 머리에 비나 눈, 먼지 따위를 막아주는 보개를 쓰고 있었으나 현재 보개는 불상에서 분리해놓은 상태이다.
머리는 소발에 육계는 표현되지 않았으며 얼굴은 풍만상이다. 입술은 두터우며 눈은 마멸이 심해 잘 알 수 없으나 일직선으로 보인다. 양손은 손바닥을 바깥으로 향하여 밑으로 내렸는데 왼손은 약지와 소지를 구부리고 있다. 목부분은 보수되었는데 삼도가 확인되며 배면에는 특별한 장식이 없다.

## 사진

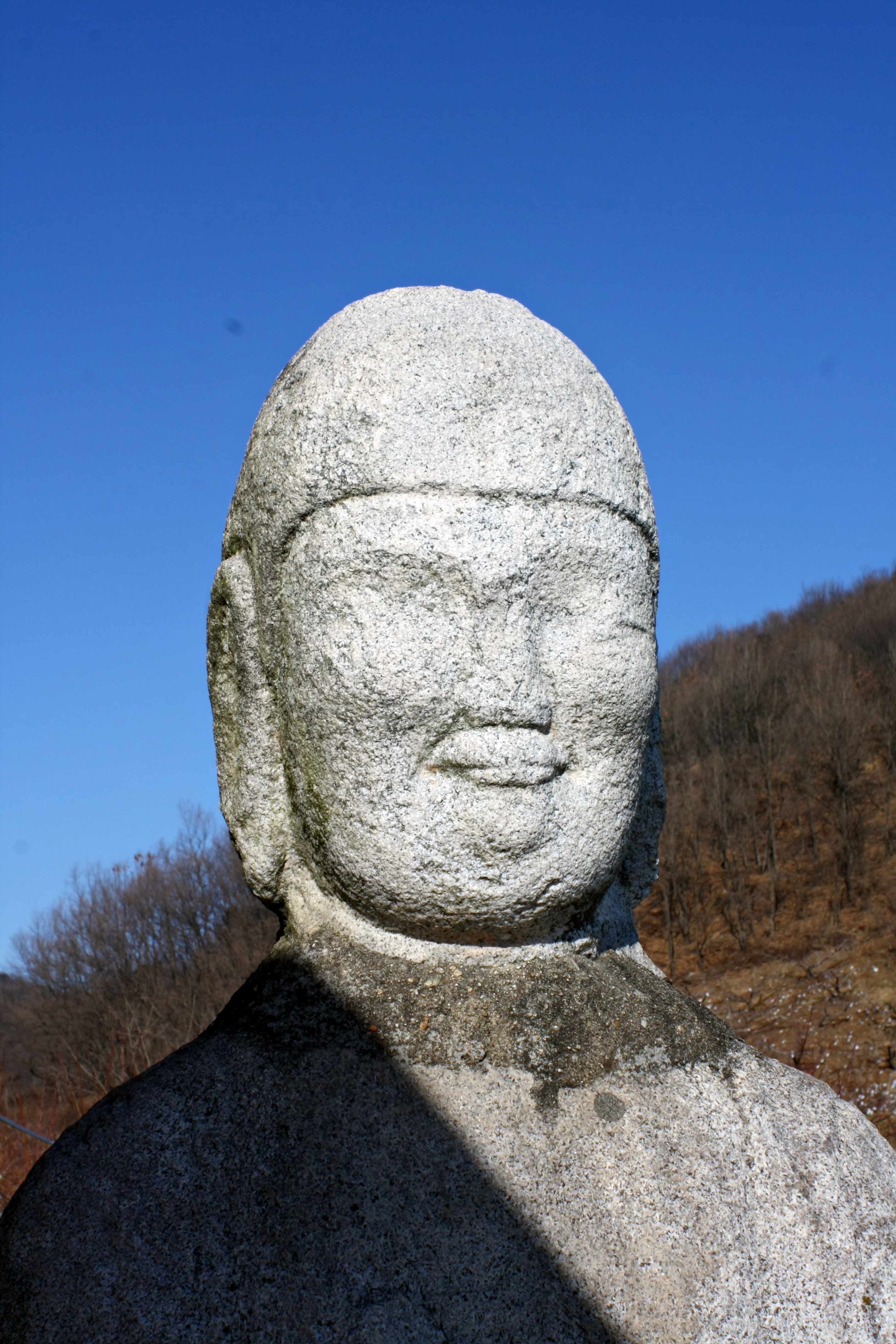
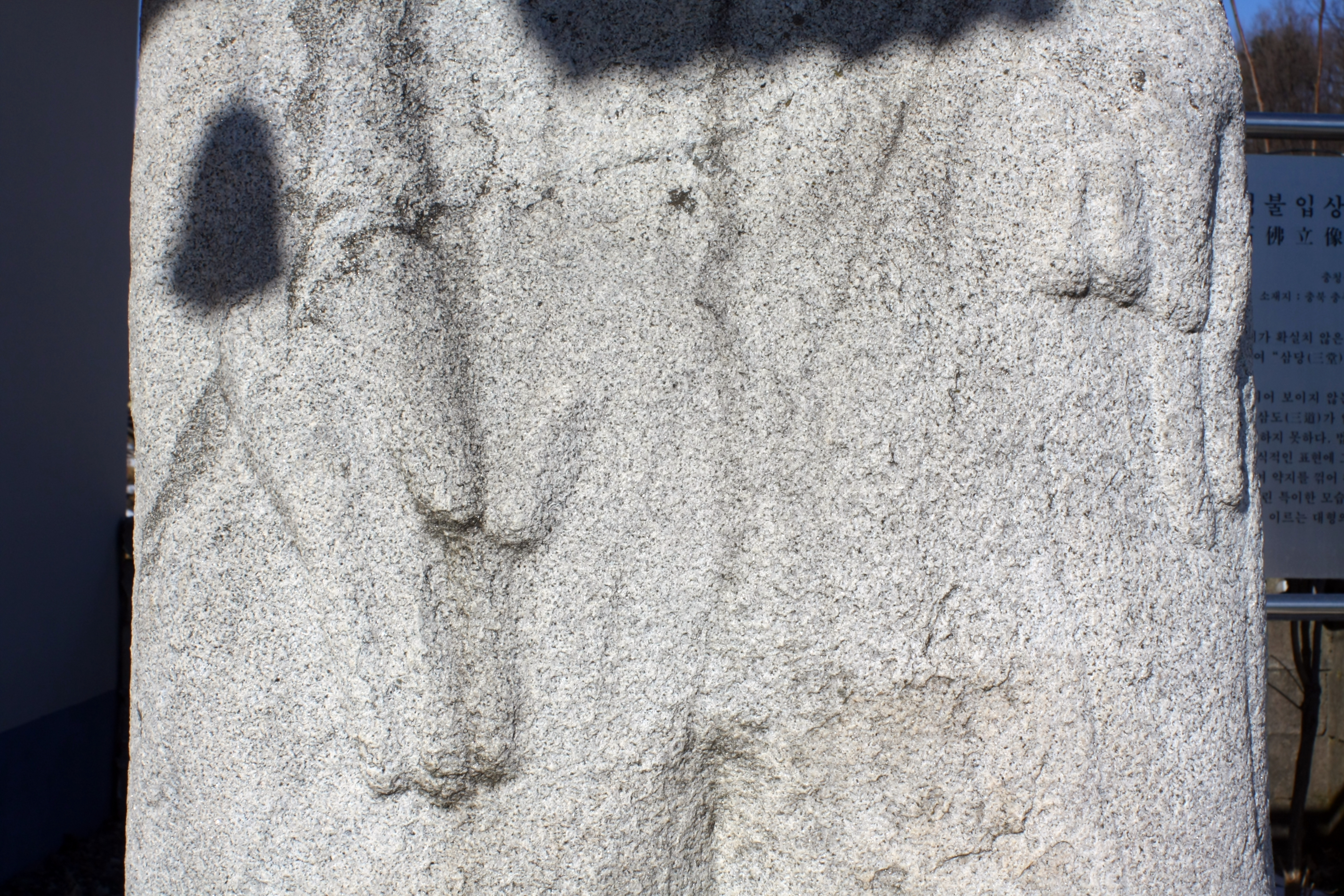
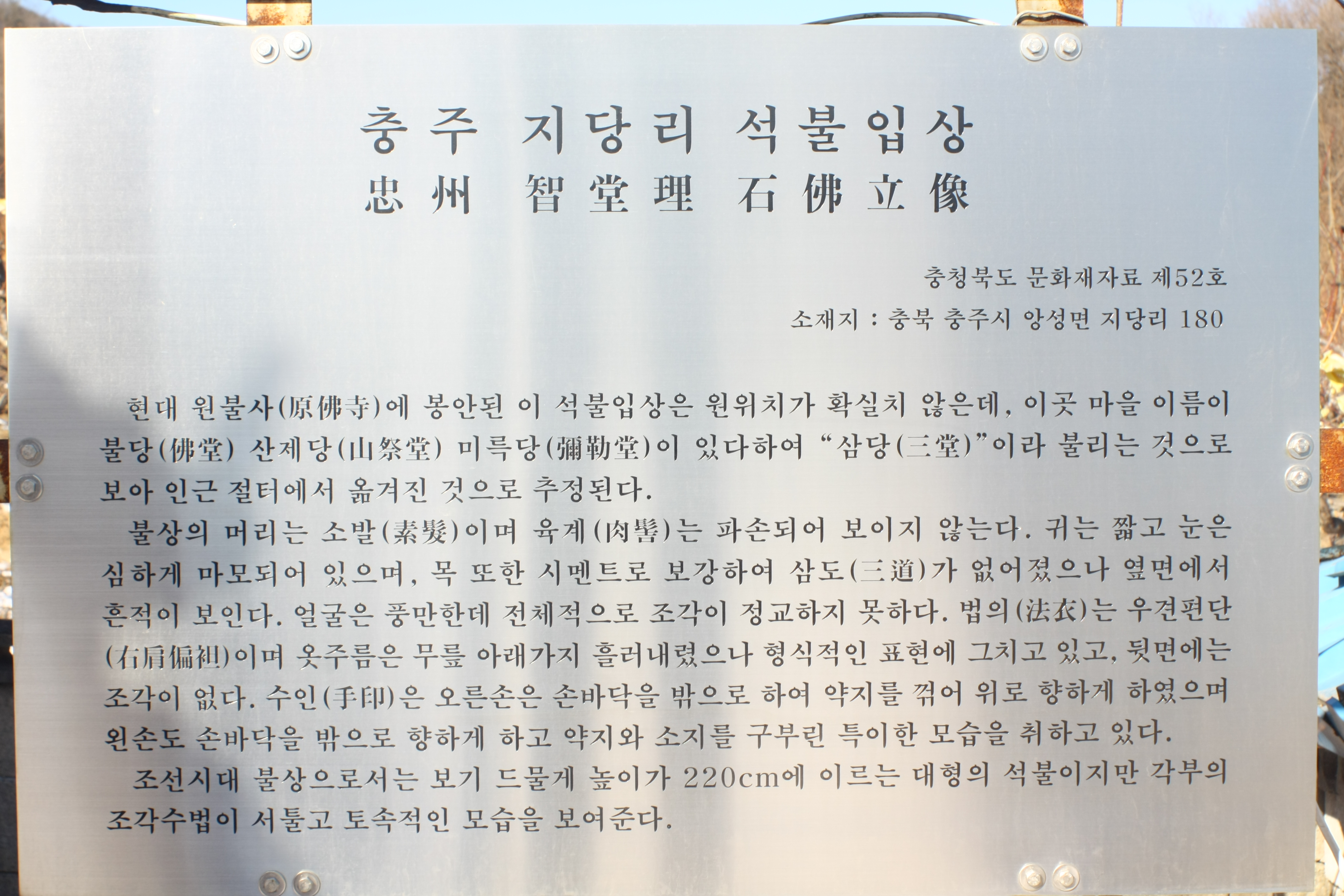